# 소사벌레포츠타운 보조경기장
소사벌레포츠타운 보조경기장(素沙坪레포츠타운補助競技場, Sosabeol Leports Town Auxiliary Stadium)은 대한민국 경기도 평택시에 있는 스포츠 시설이다. 인조잔디 필드가 갖춰진 축구장으로 구성되어 있으며, 2004년에 준공되었다.

## 참고 문헌
- “소사벌레포츠타운”. 평택시청.
- 《전국 공공체육 시설 현황 (2017년말 기준)》. 대한민국 문화체육관광부. 2019.

## 같이 보기
- 소사벌레포츠타운